# Doctrina Musotto
La Doctrina Musotto es considera una doctrina legal que estableix que la protecció derivada de la immunitat comença des del moment en què es fan públics els resultats de les eleccions. El Parlament europeu va fixar la doctrina el 2003 quan li va donar la raó a Francesco Musotto, que havia demanat la seva intervenció per defensar la seva immunitat com a europarlamentari, ja que entre les eleccions al parlament europeu de 1999 i la seva presa de possessió, quan l'organisme es trobava en període de sessions, havia sigut acusat d'haver fet fets presumptament delictius.

## Cronologia
El 1999 Musotto fou elegit diputat al Parlament Europeu en la llista de el partit polític Força Itàlia. Poc després, el Sr. Musotto va ser entrevistat pel periodista Paolo Ligurio en una emissió televisada difosa per la cadena Itàlia el 16 de juny del 1999.
Dies després, el 26 de juliol de 1999, el Dr. Alfonso Sabella intervenia en nom de Ministeri Públic d'Itàlia, sol·licitant a les autoritats judicials competents que procedissin contra el Sr. Musotto pel delicte de difamació per via de premsa pel que fa a les declaracions que aquest havia formulat durant la emissió televisada difosa el 16 de juny del 1999.
Francesco Musotto va enviar una demanda d'empara d'immunitat parlamentària el 29 d'agost de 2002, a propòsit d'un procediment penal incoat davant les instàncies judicials italianes i comunicat a la sessió plenària de el 2 de setembre de 2002, i el Parlament Europeu va emetre un informe (basant-se en l'article 10 del protocol sobre els privilegis i les immunitats de les Comunitats Europees, de 8 d'abril de 1965 i en l'Acta relativa a l'elecció dels representants al Parlament Europeu per sufragi universal directe, de 20 de setembre de 1976) on va decidir emparar la immunitat parlamentària de Musotto.